# Übergangsregierung der nationalen Einheit (Namibia)
Die Übergangsregierung der nationalen Einheit (englisch Transitional Government of National Unity, TGNU), auch gemeinhin als die Übergangsregierung bezeichnet, war die Regierung von South West Africa/Namibia vom Juni 1985 bis zum Februar 1989. Auf sie folgten 1989 die ersten freien Wahlen für das künftig unabhängige Namibia.

## Hintergrund

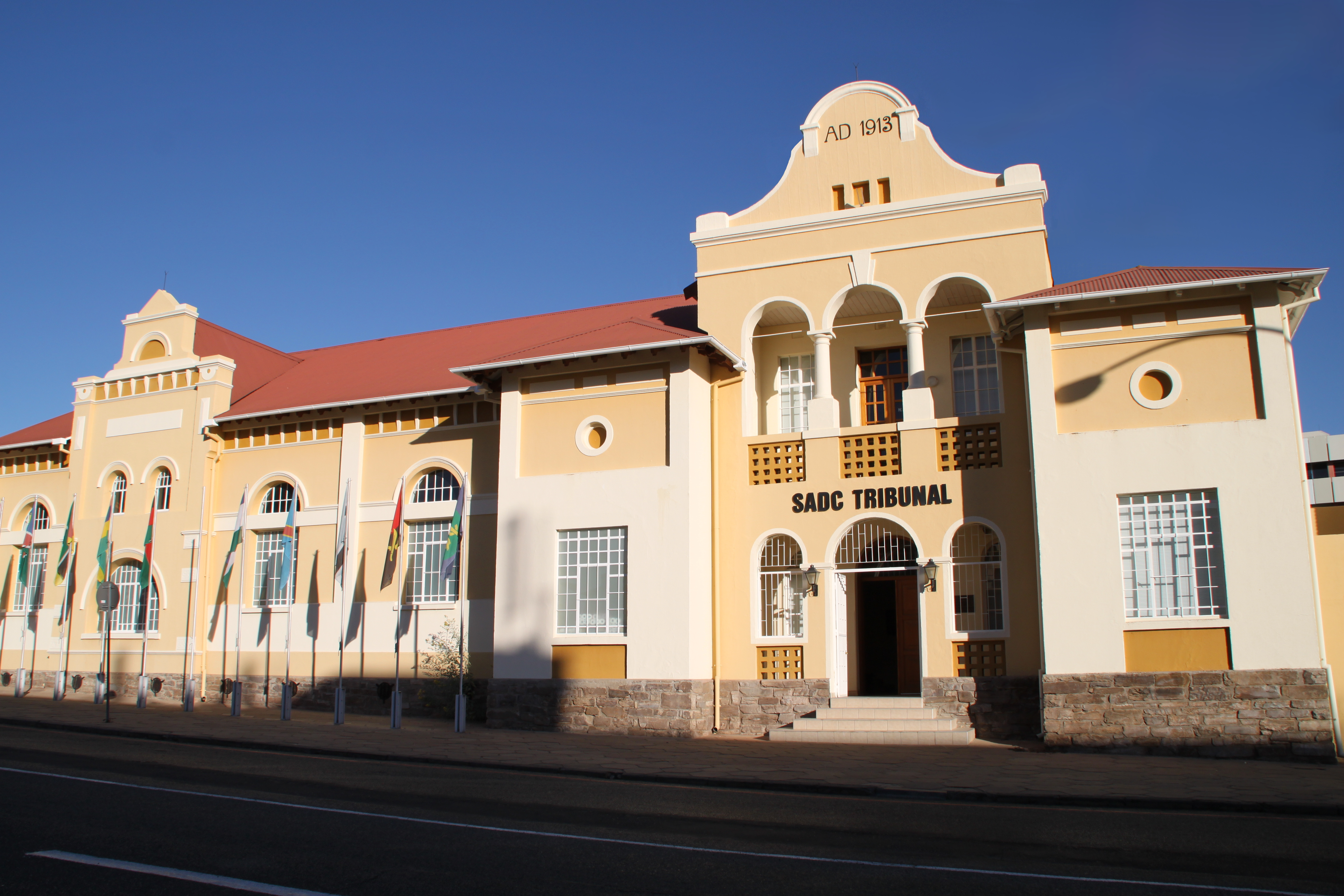
Turnhalle der Turnhallenkonferenz

Im Anschluss an die Turnhallenkonferenz wurden 1978 die ersten multiethnischen Wahlen in Südwestafrika durchgeführt und eine Nationalversammlung sowie einen Ministers’ Council (deutsch: Ministerrat) wurden gebildet. Dirk Mudge wurde Vorsitzender des Ministerrats und somit de facto Ministerpräsident. Bereits im Jahr 1972 hatten die Vereinten Nationen beschlossen, dass die SWAPO die „einzige legitime Vertretung“ des namibischen Volkes sei. Da aber die SWAPO nicht zur Turnhallenkonferenz eingeladen wurde, boykottierte die Partei die folgenden Wahlen. Der Sicherheitsrat der Vereinten Nationen erklärte die Wahlen daraufhin für null und nichtig sowie die Übergangsregierung für illegitim.
Als Folge von Konflikten zwischen der südafrikanischen Regierung und dem SWA-Ministerrat, trat Dirk Mudge am 10. Januar 1983 zurück, die 72 Mitglieder umfassende National Assembly wurde mit Wirkung vom 18. Januar aufgelöst und Südafrika übernahm, ohne die geplanten Wahlen abzuhalten, sowohl die legislativen als auch exekutiven Befugnisse und damit wieder die volle administrative Gewalt über Südwestafrika. Mudge hatte der Regierung von Pieter Willem Botha vorgeworfen, die Democratic Turnhalle Alliance (DTA) zu untergraben, mit der südafrikanischen Gesetzgebung rassistische Diskriminierung zu betreiben und dass sich die SADF in politische Fragen einmischen würde.
Das folgende Machtvakuum wurde von südafrikanischen Administratoren gefüllt. Nach dem Rücktrittsgesuch von Danie Hough wurde Willie van Niekerk, seit 1981 bis zum 31. Januar 1983 Mitglied des südafrikanischen President’s Council, am 1. Februar 1983 von der südafrikanischen Regierung zum Administrator-General (deutsch: Generaladministrator) für Südwestafrika und Jan F. Greebe zum Chief Executive Officer ernannt. Eine Justizkommission wurde eingesetzt. Südafrika wurde vom UN-Sicherheitsrat mit der Resolution 532 aufgefordert, den Prozess der Freigabe des Territoriums hin zu dessen Unabhängigkeit voranzutreiben.
Darauffolgend wurde auf Initiative des Generaladministrators im Mai 1983 ein State Council (deutsch: Staatsrat) gegründet. Die Idee dieses Rat scheiterte jedoch und im September bildete sich die Multi-Party Conference (MPC, deutsch: Mehrparteienkonferenz), die aus 19 Parteien bestand, von der die SWAPO aber wieder ausgeschlossen wurde. Die MPC erließ 1984 die Windhoek-Erklärung, in der die Grundprinzipien und die Erklärung der Grundrechte und Ziele zur Einrichtung einer Übergangsregierung der nationalen Einheit festgesetzt wurden.

## Einsetzung der Übergangsregierung
Am 17. Juni 1985 wurde die Transitional Government of National Unity (TGNU, deutsch: Übergangsregierung der nationalen Einheit) durch den Generaladministrator installiert. Seine legislativen und exekutiven Maßnahmen unterlagen der Zustimmung aus Pretoria. Die dazu erforderliche Ermächtigungsnorm erging mit der Proclamation R 101/1985.
Der neu ernannte Generaladministrator Louis Pienaar hatte ein Vetorecht bei allen Rechtsvorschriften die verabschiedet wurden. Die Konferenz wurde von der Demokratischen Turnhallenallianz (DTA) dominiert, welche ein Bündnis von ethnisch begründeten, nicht gewählten politischen Parteien war. Die Übergangsregierung bestand aus einer Nationalversammlung mit 62 Mandatssitzen und einem 8 Sitze umfassenden Ministerrat. Die Sitze wurden so zugeteilt, dass die DTA 22 Sitze und fünf kleinere Parteien je 8 Sitze erhielten: Labour Party (LP), die Nationale Partei von Südwestafrika (NP), die Rehoboth Freie Demokratische Partei, die Südwestafrikanische Nationalunion (SWANU), und die SWAPO-Demokraten (SWAPO-D). Die Position der DTA war jedoch nicht so stark, wie in der vorherigen Regierung nach den Wahlen 1978, wo sie 41 von 50 Sitzen erhielt. In diesem Falle konnten die kleinen Parteien die DTA überstimmen.
Am 1. März 1989 wurde TNGU nach den Bedingungen Resolution 435 der Vereinten Nationen aufgelöst und damit der Weg zu den Parlamentswahlen im November 1989 freigegeben. Die SWAPO gewann die Wahlen, verpasste aber die Zweidrittelmehrheit, die es ermöglicht hätte, die Verfassung auf ihre eigene Art zu verfassen.

## Kabinett
| Zeitraum des Vorsitzes                                                                      | Amt oder Ressort                                | Name                | Partei                                                      |
| ------------------------------------------------------------------------------------------- | ----------------------------------------------- | ------------------- | ----------------------------------------------------------- |
|                                                                                             | Generaladministrator                            | Louis Pienaar       | keine; von Südafrika eingesetzt                             |
|                                                                                             |                                                 |                     |                                                             |
| 17. Juni 1985–16. September 1985 1. Mai 1987 – 31. Juli 1987                                | Verkehr und Transport                           | Dawid Bezuidenhout  | Labour Party (LP)                                           |
| 17. September 1985 – 16. Dezember 1985                                                      | Lokale Verwaltung und Stadtangelegenheiten      | Johannes Diergaardt | Rehoboth Free Democratic Party (RFDP)                       |
| 17. Dezember 1985 – 16. März 1986 18. Januar 1988 – 17. April 1988                          | Arbeit, Gesundheit und Wohlfahrt                | Moses Katjiuongua   | SWANU                                                       |
| 17. März 1986 – 16. Juni 1986                                                               | Justiz, Information, Post und Telekommunikation | Fanuel Kozonguizi   | Demokratische Turnhallenallianz (DTA)                       |
| 17. Juni 1986 – 16. September 1986 18. April 1988 – 17. Juli 1988 Dezember 1988—Januar 1989 | Bildung und zentrale Institutionen              | Andrew Matjila      | DTA                                                         |
| 17. September 1986 – 16. Dezember 1986 18. Juli 1988 – 17. Oktober 1988                     | Finanzen und Regierungsangelegenheiten          | Dirk Mudge          | DTA                                                         |
| 17. Dezember 1986 – 31. Januar 1987                                                         | Landwirtschaft, Wasser und Fischerei            | Ebenezer van Zijl   | South West National Party (SWNP)                            |
| 1. Februar 1987 – 30. April 1987 18. Oktober 1988—Dezember 1988                             | Naturschutz, Bergbau, Handel und Tourismus      | Andreas Shipanga    | South West Africa People’s Organization-Democrats (SWAPO-D) |
| 1. August 1987 – 17. Januar 1988                                                            |                                                 | Jan de Wet          | SWNP                                                        |
| Januar 1989 – 28. Februar 1989                                                              |                                                 | Harry Booysen       | LP                                                          |